# Fürstenberg (Westfalen)

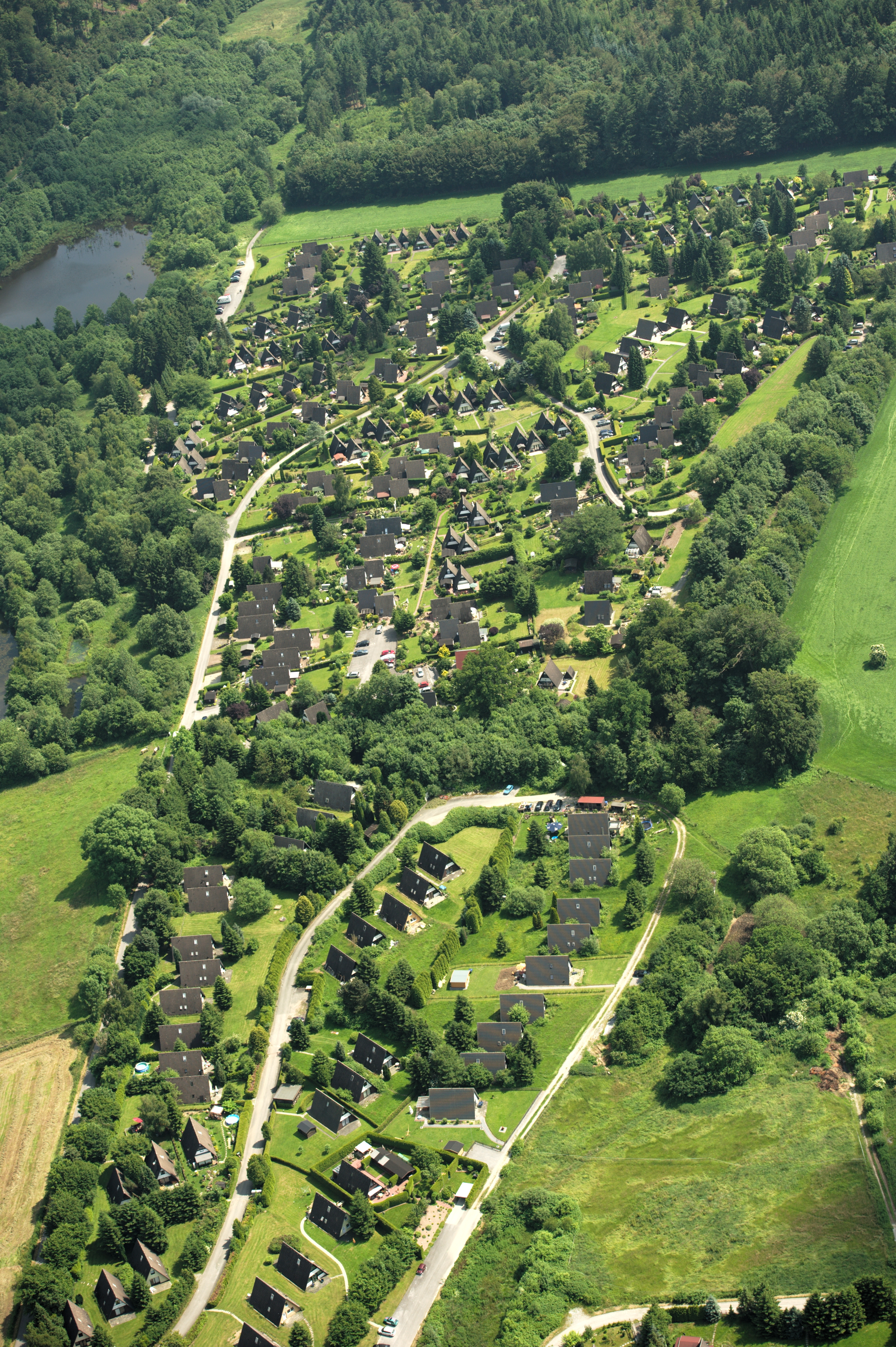
Wohnpark südöstlich von Fürstenberg, Bad Wünnenberg

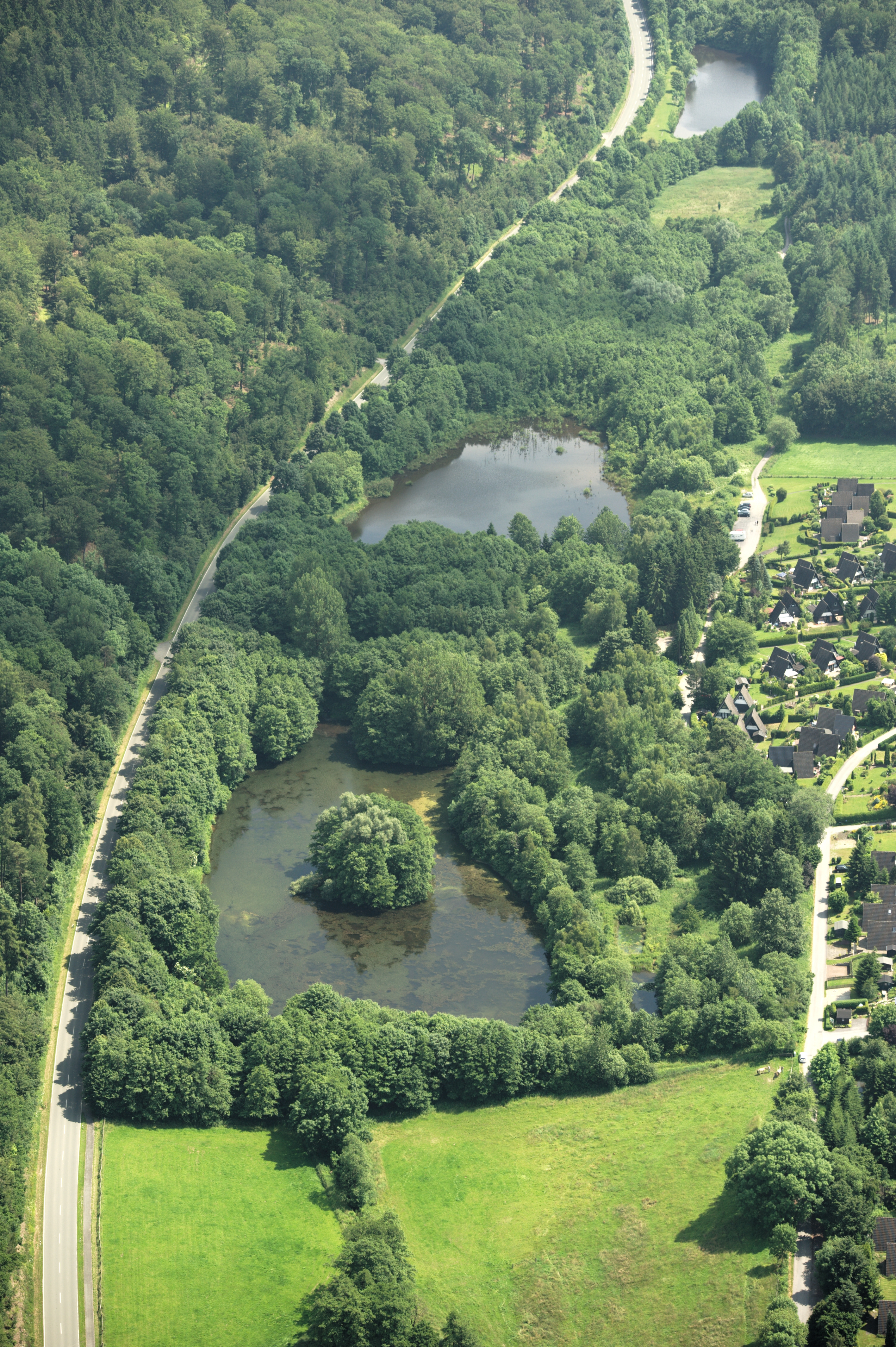
Teiche südöstlich von Fürstenberg, Bad Wünnenberg

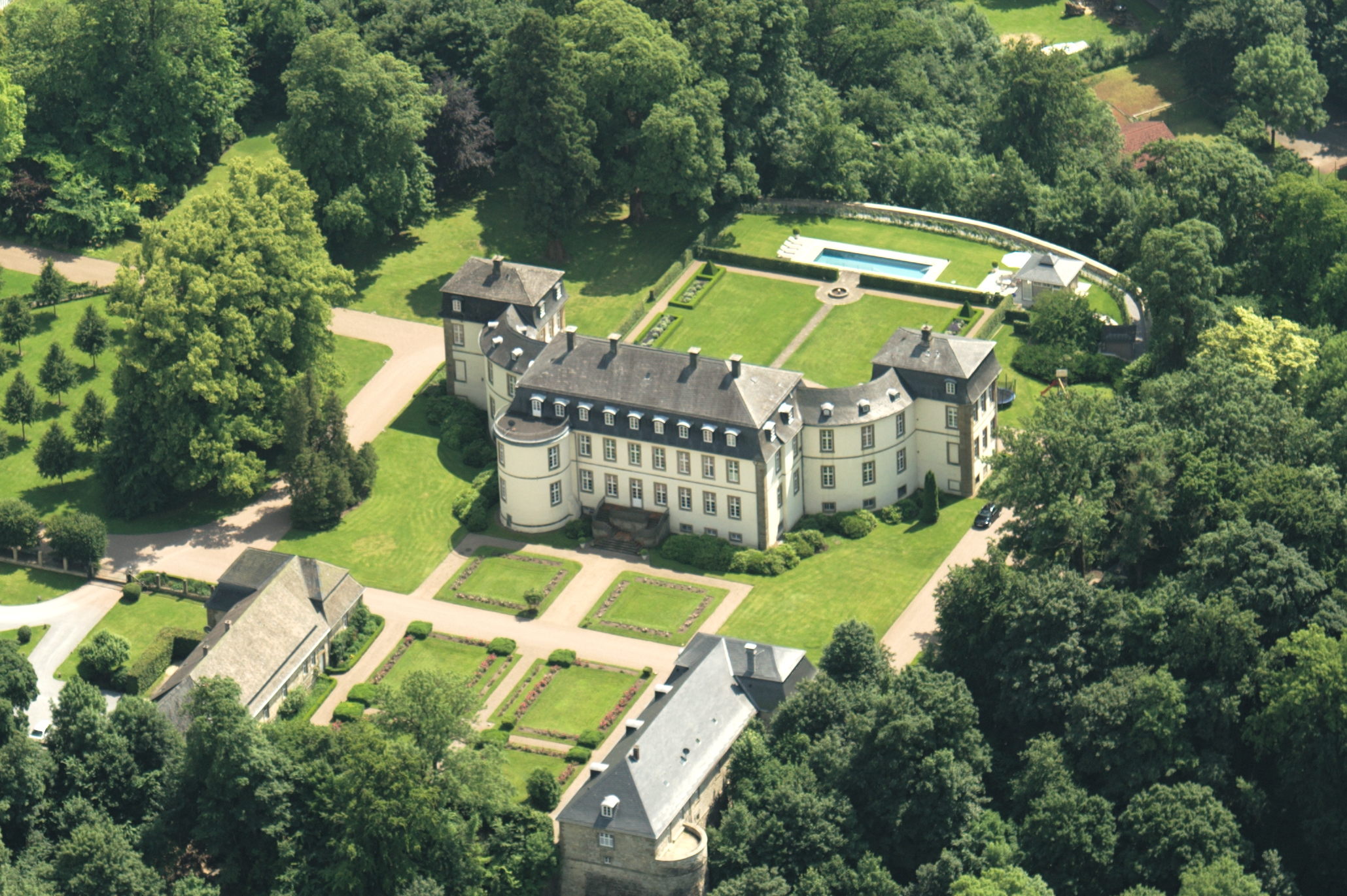
Schloss Fürstenberg

Fürstenberg (Westfalen) ist ein Stadtteil von Bad Wünnenberg im nordrhein-westfälischen Kreis Paderborn.

## Geographie

### Lage und Umgebung
Fürstenberg gehört zum Sintfeld, der südlichen Teillandschaft der Paderborner Hochfläche in der Westfälischen Bucht. Innerhalb der Dorfgemarkung grenzt die nach Südost ansteigende Westfälische Bucht an das Süderbergland. Weite Ackerflächen bestimmen die Landschaft im nördlichen Bereich. Die Lehmböden sind aus den Kalksteinformationen der Oberkreide verwittert und teilweise mit tiefgründigem eiszeitlichen Löß bedeckt. Trockentäler mit weiten, flachen Ursprungsmulden prägen das Relief.
In der Nähe des Ortes liegt die Aabachtalsperre, die das Trinkwasser für die Region liefert. Der See und die umliegenden Wälder sind ein beliebtes Ausflugsziel.
Die mit Wald bestandenen Bergrücken im Süden der Gemarkung gehören zum nordsauerländischen Alme-Bergland. Die Verwitterungsböden aus der Grauwacke und dem Tonschiefer des Oberkarbon sind häufig nässestauend. Die tief eingeschnittenen Täler der Karpke und Aa mit ihren Feuchtwiesen entwässern das Waldgebiet nach Nordwesten über die Afte zur Alme und Lippe hin.

### Nachbarorte
Im Südwesten beginnend im Uhrzeigersinn grenzen an Fürstenberg die Wünnenberger Stadtteile Bleiwäsche, Bad Wünnenberg, Haaren, Helmern und Elisenhof. Es folgen die Stadtteile Meerhof, Oesdorf, Essentho und Niedermarsberg der Stadt Marsberg im Hochsauerlandkreis.

## Geschichte

### Frühzeit bis frühes 20. Jahrhundert
Dorf und Gemarkung Fürstenberg gehörten seit ihrer Gründung 350 Jahre lang zum Hochstift Paderborn. Unter preußischer Verwaltung wurde die Kommune im 19. Jahrhundert dem Kreis Büren zugeordnet. Innerhalb dieses Landkreises war die Gemeinde Fürstenberg nach der Fläche und zunächst auch nach der Einwohnerzahl die größte Kommune und stets der Zentralort des Sintfeldes. Heute ist Fürstenberg Teil der Stadt Bad Wünnenberg, die im südöstlichen Bereich des Kreises Paderborn gelegen ist.
Im Mittelalter gab es auf dem zum Hochstift Paderborn gehörenden Sintfeld die drei Kirchdörfer Vesperthe, Eilern und Dorsloh mit Zinsdorf, Bergheim, Osteilern und Beffede.
1325 errichtet Bischof Bernhard V. von Paderborn bei Vesperthe die Vorstenburg. Bald danach werden in kriegerischen Fehden zwischen Bischof und Rittern alle Dörfer vernichtet.
1379 erhalten die Herren von Westphalen vom Fürstbischof die Gerichtsbarkeit im Amt Wünnenberg.
1449 wird im Schutze der Burg die „Freiheit Fürstenberg“ von den Herren von Westphalen gegründet. Die Grafen von Westphalen haben bis heute hier ihre Residenz.
Zwischen 1601 und 1702 finden etwa 50 Hexenprozesse statt, die für die Angeklagten meistens auf dem Scheiterhaufen enden. Da die Gerichtsherren zu einer recht späten Zeit noch zwölf Verfahren durchführten, erhielten die Fürstenberger den Spottnamen „Hexenverbrenner“.
Am 19. August 1727 vernichtet ein Brand das ganze Dorf. Danach hat der Ort seine Blütezeit. Prächtige Bauernhäuser in Fachwerk und repräsentative Gebäude aus Stein werden neu errichtet, darunter das Gräfliche Gericht (1736), die Katholische Kirche (1751–58), der Gutshof (1776) und das Schloss (1776–83), Letzteres von Simon Louis du Ry.
Später kommen weitere öffentliche Bauten wie die Runde Schule (1828), das Evangelische Bethaus (1854), das Postamt (1885), das Krankenhaus (1885), das Amtshaus (1886), die Rote Schule (1891), das Königliche Amtsgericht (1893), das Katholische Pfarrhaus (1894) und die Vikarie (1903) hinzu.
Von 1800 bis 1903 betreiben Glasmeister im Waldtal der Aa eine Glashütte. Sie stellen Weißglas und Flaschen her.
Fürstenberg gehört bis zu den Napoleonischen Kriegen zum Amt Wünnenberg im Hochstift Paderborn und ist von 1802 bis 1807 preußisch. Im Königreich Westphalen bildet Fürstenberg von 1807 bis 1813 eine Gemeinde im Kanton Wünnenberg im Departement der Fulda. Die Gemeinde fällt nach der napoleonischen Niederlage 1813 an Preußen zurück, wird 1815 in die neue Provinz Westfalen eingegliedert und kommt durch Erlass der Königlichen Regierung in Minden 1816 zum neuen Kreis Büren. Im Kreis Büren gehört Fürstenberg zum Amt Wünnenberg, dessen Verwaltung sich allerdings zum Großteil in Fürstenberg befindet.
Im März 1848 ist das Schloss mit seinem Archiv Schauplatz der heftigsten revolutionären Unruhen im Paderborner Land. Wegen eines Streits mit dem Grafen von Westphalen brennt das gräfliche Archiv und das Schloss wird verwüstet. Daraufhin besetzen 175 preußische Soldaten das Dorf. 116 Fürstenberger müssen sich vor den Richtern verantworten. 37 Angeklagte werden wegen Diebstahls und 46 wegen anderer Verbrechen bestraft, 33 freigesprochen.

### Eingemeindung
Die Gemeinde Fürstenberg wird am 1. Januar 1975 durch das Sauerland/Paderborn-Gesetz in die Stadt Wünnenberg eingegliedert, die gleichzeitig zum Kreis Paderborn kommt. Im Ort befindet sich seitdem der Sitz der Stadtverwaltung.
Vor dem 1. Januar 1975 war die damalige Gemeinde Fürstenberg (Westfalen) Sitz der Amtsverwaltung für die umliegenden Orte des Amtes Wünnenberg im Kreis Büren. Mit Inkrafttreten des Sauerland/Paderborn-Gesetzes an diesem Tage wurden die vier Gemeinden Bleiwäsche, Fürstenberg, Leiberg und Wünnenberg des Amtes Wünnenberg mit den drei Gemeinden Elisenhof, Haaren und Helmern des Amtes Atteln zur neuen Stadt Wünnenberg zusammengelegt und kamen mit dieser zum Kreis Paderborn. Rechtsnachfolgerin des Amtes Wünnenberg und der Gemeinde Fürstenberg war die neue Stadt Wünnenberg, die heute den Namen Bad Wünnenberg trägt.

## Verwaltung und Infrastruktur

### Bildung
In Fürstenberg gibt es eine Grundschule und eine Sekundarschule, die Profilschule Fürstenberg. Diese weiterführende Schule besuchen Schüler aus dem ganzen Ort und der Umgebung.

### Vereinskultur & Veranstaltungen
Die Feste der etwa zwei Dutzend örtlichen Vereine, wie die vom Gewerbe- und Verkehrsverein am zweiten Wochenende im Oktober ausgerichtete Kirmes rund um die Kirche und der Rosenmontagszug des Fürstenberger Carnevals Clubs (FCC), sowie das jährlich ausgerichtete Schützenfest der Sankt Meinolfus Schützenbruderschaft Fürstenberg, gehören zu den Höhepunkten des Dorflebens und ziehen viele Besucher an.

## Sehenswürdigkeiten
Schloss und Gutshof

Das Schloss der Familie v. Westphalen errichtete 1783 der Architekt du Ry auf den Grundmauern einer weitläufigen Burganlage. Es diente dem Fürstbischof Wilhelm v. Westphalen als Jagdschloss.
Noch heute ist das Schloss der Stamm- und Wohnsitz dieser Adelsfamilie.
Der zugehörige Gutshof wurde zwischen 1776 und 1783 als Wirtschaftsbetrieb für die umfangreichen Ländereien der Adelsfamilie aufgebaut.
Kath. Pfarrkirche St. Marien

Von 1750 bis 1758 wurden Turm und Langhaus von den Bürgern sowie der Chorraum als Eigenkirche der Familie von Westphalen erbaut. Somit konnten, 300 Jahre nach der Dorfgründung, die mittelalterliche Kirche der Wüstung Vesperthe im Tal und die Kapelle der Adelsfamilie auf der Burg aufgegeben werden.
Die barocke Ausstattung mit drei Altären, Chorschranke, Kanzel und Orgelempore fertigte der Bildhauer Joseph Stratmann im Auftrag des Friedrich Wilhelm von Westphalen, Fürstbischof von Hildesheim.
Altes Gericht

Vom frühen Mittelalter bis in die erste Hälfte des 20. Jahrhunderts existierte ein eigenständiges Gericht in Fürstenberg.
Auf der Grenze zwischen Burgareal und Dorf errichteten die Herren von Westphalen 1736 ihr Gerichtsgebäude. Der Richter dieses Patrimonialgerichts kann über Zivil- und Kriminalfälle entscheiden. Todesstrafen wurden auf der Richtstätte auf dem Eilerberg vollstreckt. Im Keller des Gebäudes befinden sich noch heute sieben Zellen.
Im Obergeschoss befindet sich eine Dauerausstellung mit dem Titel „Macht und Ordnung, Recht und Gerechtigkeit – mittelalterliche und neuzeitliche Rechtsprechung im Paderborner Land“.
Civilcorrectionspfahl – der Pranger

Das Mittelalter und die frühe Neuzeit kannten neben Geld- und Leibesstrafen auch so genannte Ehrenstrafen. Der Verurteilte wurde öffentlich bloßgestellt, um ihm seine Verfehlungen deutlich zu machen. Die bekannteste dieser Ehrenstrafen ist das Prangerstehen.
Der an historischer Stätte nachgebaute Pranger (das Original wurde während der napoleonischen Herrschaft entfernt) wird in den Quellen als Pfahl bezeichnet. Verhöhnt oder misshandelt wurden die Verurteilten jedoch nicht.
Gerichtsbrunnen

Der Gerichtsbrunnen versorgte den Dorfkern mit Trinkwasser. Es gab in Fürstenberg insgesamt fünf solcher Wasserbecken, „Kump“ genannt. Hölzerne Wasserrohre leiteten das Wasser aus 2 km Entfernung in die aus Eichenbohlen oder Sandstein gebauten Kümpe. Die gerechte Zuteilung der Wassermenge regelte ein „gelernter Wasserleiter“.
‚Runde’ Schule und ‚Rote’ Schule

Der Kern des Kindergartens ‚Rappelkiste’ ist ein klassizistischer Rundbau, der 1828 als Mädchenschule errichtet wurde und mit einer Unterbodenheizung versehen war. In diesem Gebäude sollten die Mädchen – „jetzt getrennt von dem täglichen menschlichen Treiben unter einem Dach mit dem Vieh“, von ihrer Lehrerin unterrichtet werden.
Die Knabenschule wurde 1891 in Ziegelstein als „Rote“ Schule auf der Hausstelle der alten Dorfschule erbaut. Das Gebäude wird heute als Begegnungsstätte genutzt.
Totenbrücke

Über die „Totenbrücke“ ging fünf Jahrhunderte lang der Leichenzug von Fürstenberg zum Kirchhof des untergegangenen Dorfes Vesperthe.
Die ursprüngliche Holzbrücke wurde 1830 als dreifache Bogenbrücke in Stein erbaut und 2007 restauriert.
Schafstall

Der um 1780 erbaute Schafstall des Gutshofes auf dem Wasserplatz wurde vom Fürstenberger Carnevals Club restauriert und dient heute als Begegnungsstätte.
An diesem Platz wurden noch im 18. Jh. als Hexen verurteilte Menschen auf dem Scheiterhaufen verbrannt.
Zehntscheune – KulturScheune1a

Die zwischen 1774 und 1777 errichtete Zehntscheune in unmittelbarer Nachbarschaft des Schlosses und Gutshofes des Grafen von Westfalen liegt auf der Nahtstelle dieser Adelsresidenz und dem ursprünglichen Bauerndorf, umgeben von einem außergewöhnlichen Ensemble historischer Gebäude. Im 18. und 19. Jahrhundert diente die Scheune als Sammelstelle für Sachwerte wie Korn, Geflügel und Eier, für Hand- und Spanndienste und natürlich für Geld. Die Zehntscheune war allerdings nicht nur so groß um die Abgabe des sog. „Zehnten“ – so war die Ernteabgabe in natura genannt – zu leisten, hier wurde vor allen Dingen das im Sommer geerntete Getreide bis zum Dreschen im Winter gelagert. Sie war dadurch auch ein permanenter Brennpunkt der Interessen zwischen dem Landesherrn in Paderborn, dem Grundherrn in Fürstenberg, der Kirche, der Gemeinde und den Bauern. Sie diente seinerzeit somit als eine Art Finanzamt. Immer wieder gab es Streit um nicht eingehaltene oder zu hohe Abgaben und Leistungen. Ein Grund, weswegen es schließlich zur Revolution in Fürstenberg von 1848 kam. Durch die umfassenden Agrarreformen in der Mitte des 19. Jahrhunderts bekamen die Bauern Eigentumsrechte. Die Funktion der Zehntscheune war damit beendet. Die Zehntscheune wurde danach von den Grafen von Westphalen landwirtschaftlich genutzt, u. a. als Schafstall. Lange Zeit stand das Gebäude auch leer. Ende der 1970er Jahr sollte u. a. das Gebäude sogar abgerissen werden, was jedoch verhindert werden konnte. 1979 erwarb die Stadt Bad Wünnenberg das Gebäude und nutzte dieses lange Jahre als städtischen Bauhof. Bis 2020 auch die Stadt Bad Wünnenberg das Gebäude aufgab, da es den Ansprüchen nicht mehr genügte. Es gab keine weitere Verwendung. Die Sorge mancher Fürstenberger, dass das Gebäude verfallen und somit dem einmaligen historischen Dorfkern negativ beeinflussen könnte, sorgte dafür, dass eine Gruppe aktiver ehrenamtlicher Bürger sich dieses Gebäudes annahmen und die KulturScheune1a errichteten. Mit Fördergeldern u. a. des NRW-Landeswettbewerbs „Dritte Orte“, der NRW-Stiftung und der BaFa sowie privatwirtschaftlicher und privater Spenden wurde die alte, zugige Scheune baulich und energetisch ertüchtigt und zu einem überregionalen Treffpunkt für Kunst, Kultur und Begegnung ausgebaut.

## Einwohnerentwicklung
| Jahr | Anzahl |
| ---- | ------ |
| 1818 | 1.407  |
| 1831 | 1.555  |
| 1837 | 1.604  |
| 1843 | 1.685  |
| 1849 | 1.710  |
| 1852 | 1.711  |
| 1858 | 1.677  |
| 1867 | 1.617  |
| 1871 | 1.605  |
| 1885 | 1.435  |
| 1895 | 1.405  |

| Jahr | Anzahl |
| ---- | ------ |
| 1905 | 1.239  |
| 1925 | 1.354  |
| 1933 | 1.378  |
| 1939 | 1.325  |
| 1946 | 2.116  |
| 1950 | 2.015  |
| 1957 | 1.885  |
| 1961 | 1.839  |
| 1965 | 1.853  |
| 1973 | 1.948  |

| Jahr | Anzahl |
| ---- | ------ |
| 2004 | 2.647  |
| 2007 | 2.669  |
| 2010 | 2.616  |
| 2012 | 2.592  |
| 2021 | 2.657  |

## Söhne und Töchter des Ortes
- Franz Ferdinand Schweins (1780–1856), Mathematiker und Hochschullehrer
- Friedrich Wilhelm Schmidt (1833–1907), Ordenspriester
- Walther Stennes (1895–1983), rechter Politiker und SA-Führer
- Gerhard Henkel (* 1943), Geograph